# Nina Šaternikova
Nina Jakovlevna Šaternikova (Mosca, 29 maggio 1902 – Mosca, 27 novembre 1982) è stata un'attrice sovietica.

## Filmografia parziale

### Attrice
- V dni bor'by (1920)
- Flag nacii (1929)
- Ljublju li tebja? (1934)
- Il tenente Kiže (1934)
- Tajga zolotaja (1937)